# Thomas Laranjeira

a Compétitions nationales et continentales officielles uniquement.

Dernière mise à jour le 9 mai 2021.
Thomas Laranjeira, né le 5 mai 1992, est un joueur français de rugby à XV qui évolue aux postes de demi d'ouverture et de 3/4 centre au CA Brive.
Thomas Laranjeira y fait ses débuts rugbystiques, jusqu'en minimes. Il joue trois ans au CS Bourgoin-Jallieu avant d'intégrer le centre de formation du CA Brive. Parallèlement, il est sélectionné en équipe de France -18 ans et -21 ans. Il arrive en équipe première en 2012-2013, alors que son club a été relégué en deuxième division. Il est un des acteurs de la remontée immédiate des Coujoux. Il parvient à se faire une place plus importante dès la saison suivante, en Top 14 et surtout en Challenge européen.

## Palmarès
- Champion de France Crabos 2011 avec le CA Brive
- Vainqueur de la finale d'accession de Pro D2 2013 avec le CA Brive.
- Vainqueur du barrage d'accession contre Grenoble avec le CA Brive en Juin 2019